# 佛寺水库
佛寺水库 ，位于中华人民共和国辽宁省阜新蒙古族自治县，是依玛图河干流上一座大型水库。水库始建于1976年3月，1984年9月竣工，2001~2005年进行了除险加固。总库容1.08亿立方米，兴利库容0.37亿立方米。主坝为黏土心墙砂壳坝，最大坝高23.05米，坝长720米，坝址以上集水面积600平方千米，水库正常蓄水位水面面积761.43公顷。水库是阜新市重要的水源地，年均供水1200万立方米。